# Мамдух ибн Сауд Аль Сауд
Мамдух ибн Сауд Аль Сауд (араб. ممدوح بن سعود آل سعود‎; 12 ноября 1944 — 20 февраля 2024) — саудовский принц, футболист и спортивный функционер, чья карьера связана с клубом «Ан-Наср».

## Биография

### Происхождение
Мамдух ибн Сауд был одним из сыновей короля Сауда ибн Абдул-Азиза и его жены Аль Джавхары бинт Турки Аль Судайри. Всего у него было более 100 братьев и сестёр, но только 5 братьев из них были полностью родными.

### Игровая и административная карьера
Мамдух ибн Сауд всю карьеру играл за один клуб «Ан-Наср», где он отыграл восемь сезонов. В составе этой команды он выиграл ряд трофеев, среди которых чемпионский титул 1975 года, 3 Кубка короля и 2 Кубка наследного принца. В этом же клубе он и закончил карьеру в возрасте 32 лет из-за травмы.
Завершив футбольную карьеру, принц Мамдух ибн Сауд работал в течение многих лет в «Ан-Насре» в качестве спортивного директора, а затем ушёл из клуба по состоянию здоровья. Принц является единственным на данный момент игроком, который стал членом почётного клуба «Ан-Наср».

### Смерть
Скончался 20 февраля 2024 года в возрасте 79 лет после продолжительной болезни.

## Достижения
«Ан-Наср»
- Чемпион Саудовской Аравии (1): 1974/75
- Обладатель Кубка короля Саудовской Аравии (3): 1972/73, 1973/74, 1975/76
- Обладатель Кубка наследного принца Саудовской Аравии (2): 1972/73, 1973/74
- Обладатель Кубка Саудовской Федерации футбола (1): 1975/76